# Kampania bostońska
Kampania bostońska – kampania rozpoczynająca wojnę o niepodległość Stanów Zjednoczonych. Głównym jej elementem stała się mobilizacja sił milicyjnych i ich transformacja w Armię Kontynentalną. Pierwszą potyczką kampanii była bitwa pod Lexington i Concord 19 kwietnia 1775 roku, podczas której milicji udało się nie dopuścić do zagarnięcia zapasów wojskowych zgromadzonych w Concord przez wojska brytyjskie. Wycofujący się ku Bostonowi Brytyjczycy ponieśli spore straty, nękani ogniem coraz liczniejszej milicji.
Zgromadzona milicja obległa Boston. Główne starcie z tego okresu, rozegrana 17 czerwca 1775 roku bitwa o Bunker Hill, była najbardziej krwawym starciem całej wojny. Prócz tego w pobliżu miasta odbyło się kilka potyczek lądowych i morskich.
W lipcu 1775 roku Jerzy Waszyngton przejął dowództwo nad milicją i przeorganizował ją w spójną armię. 4 marca 1776 roku rebelianci ufortyfikowali Dorchester Heights, uzbrajając je w działa zdolne ostrzeliwać Boston i stojące na jego redzie statki. Oblężenie i kampania zakończyły się 17 marca 1776 roku wycofaniem sił brytyjskich.

## Tło
W 1767 roku brytyjski parlament uchwalił ustawy Townshenda, nakładające na Trzynaście kolonii cła importowe na papier, szkło, farbę i inne przedmioty codziennego użytku. Synowie Wolności oraz inne organizacje „patriotów” odpowiedziały akcjami protestacyjnymi, bojkotując obłożone cłami dobra, grożąc i prześladując personel zajmujący się pobieraniem opłat. Francis Bernard, gubernator prowincji Massachusetts Bay, zażądał obecności wojska, aby broniło królewskich urzędników. W październiku 1768 roku do Bostonu przybyły oddziały i zajęły miasto. Napięcia między mieszkańcami a wojskiem doprowadziły do tzw. „masakry bostońskiej” 5 marca 1770 roku oraz „herbatki bostońskiej” 16 grudnia 1773 roku.
W odpowiedzi na te wydarzenia parlament przegłosował „Nieznośne ustawy”, aby ukarać kolonie. Ustawa o zarządzie Massachusetts z 1774 roku odwoływała zarząd prowincjonalny, w jego miejsce ustanawiając zarząd gubernatorski, na czele którego stanął generał Thomas Gage, głównodowodzący brytyjskimi wojskami w Ameryce Północnej. Król Jerzy III rozkazał Gage’owi wymuszenie na kolonii posłuszeństwa wobec królewskiej władzy. Lokalny opór doprowadził do tego, iż nowo ustanowieni królewscy urzędnicy musieli szukać schronienia w Bostonie. Mimo że Gage ze swojej bostońskiej kwatery głównej dowodził czterema regimentami zawodowej piechoty (ok. 4000 ludzi), tereny wiejskie były kontrolowane przez sympatyków rebeliantów.

## Początek wojny

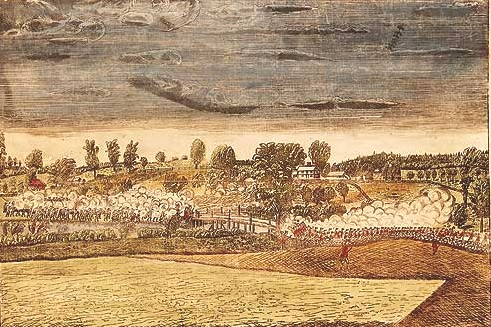
Rycina Amosa Doolittle’a z 1775 roku przedstawiająca starcie na „starym moście północnym” w Concord

1 września 1774 roku brytyjscy żołnierze opróżnili z prochu strzelniczego oraz innych materiałów wojskowych magazyny znajdujące się w pobliżu Bostonu. Zaalarmowało to mieszkających na wsi „patriotów” spodziewających się rychłej wojny. Choć powstały popłoch był niewspółmierny do zagrożenia, „alarm prochowy” okazał się próbą generalną wydarzeń, które miały miejsce parę miesięcy później. Po części ze względu na „alarm” koloniści wynieśli wojskowe zapasy z kilku nowoangielskich fortów i rozprowadzili je wśród milicji.
Nocą 18 kwietnia 1775 roku generał Gage wysłał 700 żołnierzy, aby skonfiskowali amunicję przechowywaną przez milicję kolonialną w Concord. Kilku jeźdźców – w tym popularny bostoński złotnik Paul Revere – zaalarmowało miasteczka i wsie. Kiedy rankiem 19 kwietnia Brytyjczycy wkroczyli do Lexington, naprzeciw nim stanęło 77 minutemanów. Nastąpiła wymiana ognia, ośmiu minutemanów zginęło, a reszta uciekła, oddział brytyjski ruszył zaś do Concord. Nie udało im się znaleźć wojskowych zapasów, jako że ostrzeżeni koloniści ukryli je. W trakcie poszukiwań doszło do starcia na Starym Moście – niewielka kompania brytyjskich żołnierzy ostrzelała znacznie większą kolumnę milicji kolonialnej, która odpowiedziała ogniem i zmusiła agresora do odwrotu ku centrum miasteczka. „Czerwone kurtki” rozpoczęły marsz powrotny do Bostonu, a wzdłuż drogi zebrały się setki ostrzeliwujących ich milicjantów. W efekcie Brytyjczycy ponieśli duże straty, zanim dotarli do Charlestown. Bitwa pod Lexington i Concord – „wystrzał słyszany na całym świecie” – rozpoczęła wojnę.

## Oblężenie Bostonu

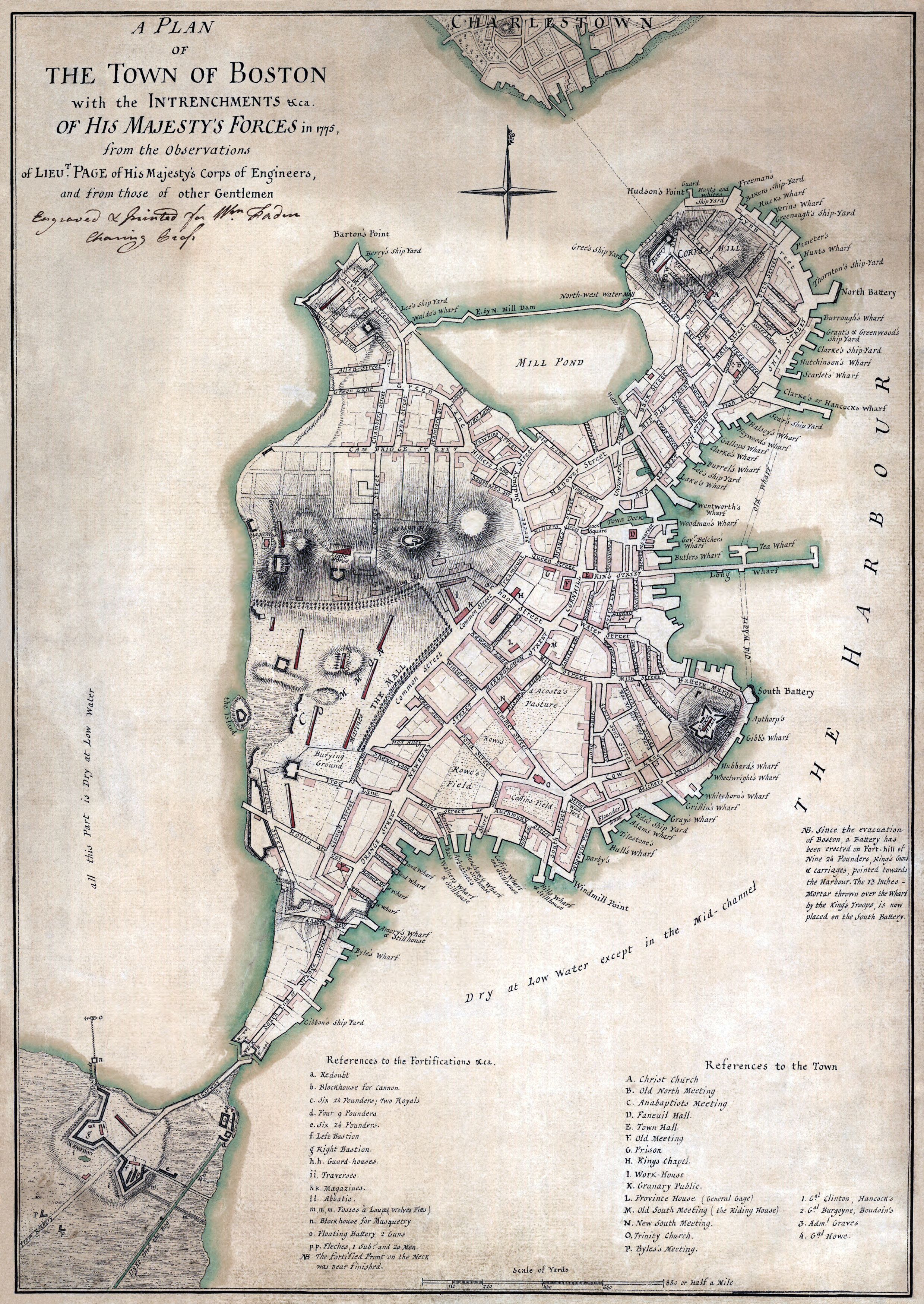
Mapa przedstawiająca taktyczną ocenę Bostonu w 1775 roku

Nieudana ekspedycja do Concord ośmieliła tysiące milicjantów do skupienia się wokół Bostonu. W ciągu następnych paru dni w pobliże miasta przybyło wielu rebeliantów z odleglejszych części kraju, w tym z New Hampshire, Connecticut i Rhode Island. Pod dowództwem Artemasa Warda otoczyli miasto, odcinając dostęp lądowy i rozpoczynając faktyczne oblężenie. W odpowiedzi brytyjscy żołnierze ufortyfikowali najwyższe wzniesienia miejscowości.

### Braki zaopatrzeniowe
Brytyjczycy byli w stanie zaopatrzyć swoje wojska drogą morską; sytuacja w mieście była znacznie gorsza. Niektóre oddziały zostały wysłane na wyspy leżące w Boston Harbor, by rekwirować zapasy farmerom. W odpowiedzi koloniści zaczęli oczyszczać wyspy ze wszystkich potrzebnych Brytyjczykom materiałów. Nad Chelsea Creek doszło do wymiany ognia, w której Brytyjczycy straciły dwóch ludzi i okręt „Diana”. Zapotrzebowanie na materiały budowlane zmusiło admirała Samuela Gravesa do wysłania jednego z kupców-lojalistów do Machias w obstawie szkunera Royal Navy. Mieszkańcy Machiasu przeciwstawili się i po krótkiej potyczce zajęli statek kupiecki, a następnie szkuner; w starciu zginął jego kapitan. Opór kolonistów w tej i innych miejscowościach spowodowały, iż Graves zdecydował się na akcję odwetową, której jedynym efektem było spalenie Falmouth. Wzburzenie w koloniach wywołane tym wydarzeniem doprowadziło do powołania Kontynentalnej Marynarki Wojennej przez II Kongres Kontynentalny.
Armia Kolonialna również miała problemy z dostawami, a także z dowództwem. Jej różnorodne siły milicyjne musiały zostać zorganizowane, nakarmione, ubrane i uzbrojone, dowództwo zaś skoordynowane – w ówczesnej postaci każdy dowódca odpowiedzialny był tylko wobec kongresu swojej prowincji.

### Bunker Hill
Pod koniec maja siły Gage’a zostały wzmocnione 2000 ludzi; wraz z nimi przybyło trio generałów, którzy odegrają później ważną rolę w wojnie: William Howe, John Burgoyne i Henry Clinton. Razem opracowali plan przerwania oblężenia, który ostateczną formę nabrał 12 czerwca. Doniesienia o ich zamiarach zmusiły dowódców sił oblegających do podjęcia dodatkowych kroków obronnych.
Nocą z 16 na 17 czerwca oddział sił kolonialnych skrycie przemaszerował na półwysep Charleston, opuszczony przez Brytyjczyków w kwietniu, i ufortyfikował Bunker Hill oraz Breed’s Hill. 17 czerwca siły brytyjskie pod generałem Howe’em zaatakowały i zdobyły półwysep. Bitwa zakończyła się wygraną Brytyjczyków, lecz straty okazały się tak znaczne (1/3 ludzi została zabita lub ranna, w tym znaczna część korpusu oficerskiego), iż nie udało się przerwać oblężenia kolejną ofensywą. W efekcie Gage został we wrześniu odwołany do Anglii, a na stanowisku głównodowodzącego zastąpił go Howe.

### Utworzenie Armii Kontynentalnej
Zbierający się w maju 1775 roku w Filadelfii II Kongres Kontynentalny otrzymał doniesienia o sytuacji na zewnątrz Bostonu. W związku z zamieszaniem w dowództwie poszczególnych jednostek oraz informacją o zdobyciu Fortu Ticonderoga konieczne stało się utworzenie zunifikowanej organizacji wojskowej. 26 maja Kongres oficjalnie utworzył Armię Kontynentalną z sił znajdujących się wokół Bostonu, a 15 czerwca na jej czele postawił Jerzego Waszyngtona. Ten ostatni opuścił Filadelfię 21 czerwca i ruszył ku Bostonowi, lecz o wydarzeniach pod Bunker Hill dowiedział się dopiero dotarłszy do Nowego Jorku.

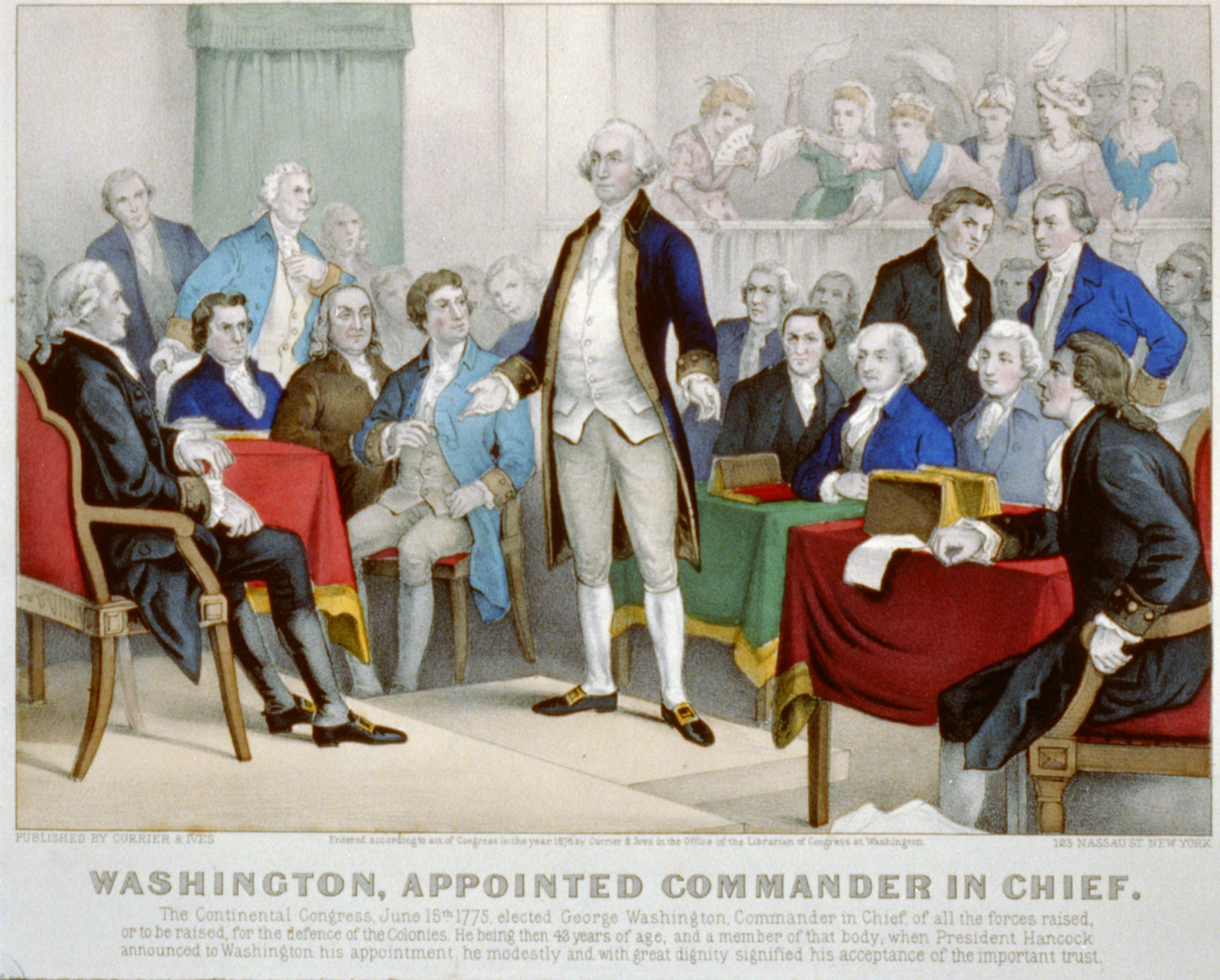
Wydruk Curriera i Ivesa przedstawiający Waszyngtona przyjmującego stanowisko głównodowodzącego Armią Kontynentalną

### Pat
Od bitwy pod Bunker Hill sytuacja pod Bostonem stała się patowa, jako że żadna ze stron nie miała przewagi, ani sił i sprzętu, by znacząco poprawić swoją pozycję. Kiedy w lipcu Waszyngton przejął dowództwo nad armią, ocenił, iż liczebność żołnierzy gotowych do służby zmniejszyła się z 20 do 13 tysięcy. Ustalił również, że bitwa w znacznym stopniu wyczerpała zapasy prochu strzelniczego, jednak ten problem został szybko rozwiązany dostawami z Filadelfii.
Brytyjczycy sprowadzali posiłki – do momentu pojawienia się Waszyngtona ich siły urosły do 10 tysięcy żołnierzy.
Przez lato i jesień 1775 roku obie strony okopywały swoje pozycje (przy sporadycznych, drobnych potyczkach) i żadna nie poczyniła znaczących postępów. Kongres postanowił pójść za ciosem po zdobyciu Ticonderogi i zlecił inwazję na Kanadę. Powodem do podjęcia takich działań były tzw. „listy do mieszkańców Kanady” wysłane przez I i II Kongres Kontynentalny celem przekonania mieszkańców Quebecu do amerykańskiej sprawy. Próba nie powiodła się – północne prowincje Ameryki Brytyjskiej pozostały przy koronie. We wrześniu Benedict Arnold poprowadził 1100 ludzi, wybranych z sił oblegających Boston, na nieudaną ekspedycję do Quebecu .
Pod koniec 1775 roku Waszyngton zaczął borykać się z problemami kadrowymi, jako że zaciągi większości żołnierzy kończyły się z nastaniem nowego roku. Już wówczas oblegających było mniej niż obleganych. Aby zapobiec takiemu obrotowi sytuacji, posłużył się środkami zachęcającymi do pozostania w służbie.

## Zakończenie oblężenia
Na początku marca 1776 roku działa zdobyte pod Ticonderogą zostały przetransportowane do Bostonu dzięki staraniom Henry’ego Knoxa. Pozycje obronne Brytyjczyków stały się nie do utrzymania po tym, jak umieszczono je na Dorchester Heights. Howe zaplanował atak mający odbić wzgórza, ale przedsięwzięcie pokrzyżowała śnieżyca. Brytyjczycy, grożąc spaleniem miasta w razie utrudniania wymarszu, opuścili Boston 17 marca 1776 roku i pożeglowali ku Halifaksowi w Nowej Szkocji. Lokalne milicje rozeszły się. Waszyngton ruszył z Armią Kontynentalną, aby ufortyfikować Nowy Jork, czym rozpoczął kampanię w Nowym Jorku i New Jersey.

## Spuścizna

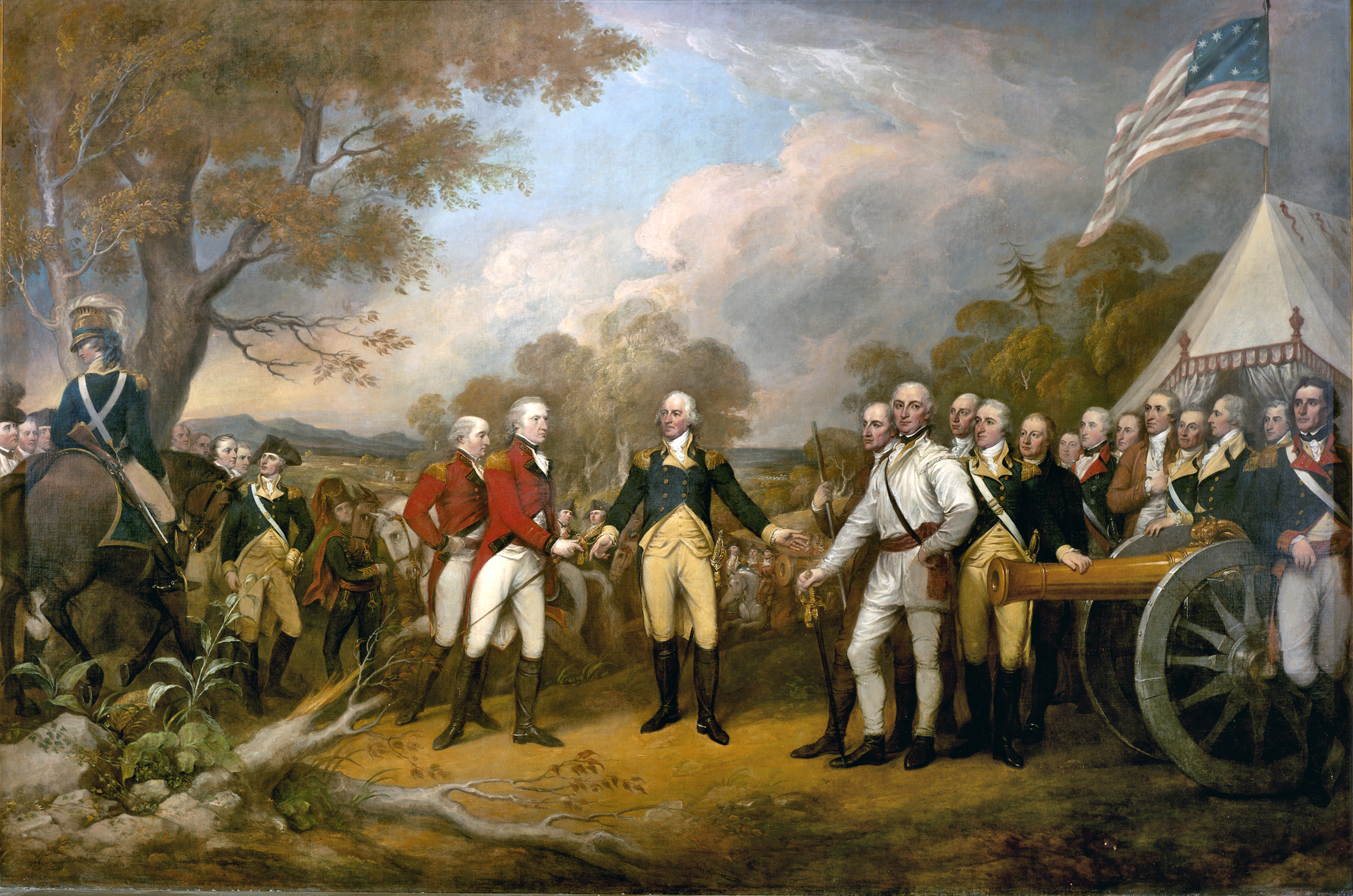
„Kapitulacja generała Burgoyne’a” autorstwa Johna Trumbulla

Brytyjczycy wycofali się z Nowej Anglii głównie za sprawą tej kampanii, mimo poparcia jakim darzyli ich lojaliści w tej i innych koloniach (zwłaszcza w Newport, skąd udało im się wyprzeć siły rebeliantów). Kampania oraz jej rezultat były ciosem dla prestiżu Wielkiej Brytanii. Wysokie dowództwo krytykowano za postępowanie – Clinton został w pewnej części obwiniony za przegraną wojnę; inni (Gage) nie wzięli już udziału w dalszych działaniach  lub zostali uznani za zhańbionych (Burgoyne poddał swoją armię pod Saratogą). Choć Brytyjczycy panowali na morzach i odnosili sukcesy na lądzie (zwłaszcza w Nowym Jorku, New Jersey i Pensylwanii), ich postępowanie doprowadziło do zjednoczenia się Trzynastu Kolonii w oporze przeciw koronie. W rezultacie nie byli nigdy w stanie zyskać dostatecznego poparcia lojalistów, aby odzyskać znaczącą kontrolę polityczną nad zbuntowanymi koloniami.
Kolonie, mimo różnic, zjednoczyły się w konsekwencji powyższych wydarzeń, a II Kongres Kontynentalny uzyskał wystarczającą władzę i fundusze, by móc kierować rewolucją przy pomocy własnych i przez siebie wyposażonych sił zbrojnych, utworzonych podczas kampanii.